# 阿什本 (喬治亞州)
阿什本（英語：Ashburn）是一個位於美國喬治亞州特納縣的城市。根據2010年美國人口普查，該地人口為4152人，而該地的面積約為11.80平方千米。同時該地也是特納縣的縣治。

## 地理
阿什本的座標為31°42′16″N 83°39′14″W / 31.70444°N 83.65389°W，而該地的平均海拔高度為130米（即427英尺）。